# NSU Trapeze
De NSU Trapeze was een conceptwagen van de Duitse autofabrikant NSU die ontworpen werd door Marcello Gandini. Deze sportwagen met middenmotor dankt zijn naam aan de speciale opstelling van de vier zitplaatsen.
Het prototype werd gepresenteerd op het Autosalon van Parijs in 1973. Gandini gebruikte veel stilistische concepten van de Lancia Stratos, die hij twee jaar eerder ontworpen had, waaronder de compacte volumes en de grote bolle voorruit die bijna naadloos overging in de zijruiten. Dit gaf de bestuurder een uitstekende zichtbaarheid.
De Trapeze werd aangedreven door de 1,0L bi-rotor wankelmotor uit de NSU Ro 80 met een vermogen van 115 pk en een koppel van 158 Nm. Door het compacte formaat van deze motor kon de extra ruimte gebruikt worden om een achterbank toe te voegen, waardoor de Trapeze de eerste sportwagen met middenmotor werd met vier volwaardige zitplaatsen. De achterbank stond echter niet in een klassieke opstelling: de achterste zitplaatsen bevonden zich aan weerszijden van de motor terwijl de voorste zitplaatsen schouder aan schouder geplaatst werden, vandaar de naam Trapeze (trapezium).
Deze opstelling maakte het mogelijk om de afstand tussen de twee rijen te verkleinen zonder aan beenruimte voor de achterste passagiers te moeten inboeten. Bovendien vormde de ruimte tussen de voorste inzittenden en de portieren uit veiligheidsoogpunt een extra bescherming bij een zijdelingse aanrijding.
Een ander opmerkelijk designelement waren de zes inklapbare koplampen die bijna de hele voorkant van de wagen in beslag namen.